# كارلوس راميريز (دراج)
كارلوس راميريز (بالإسبانية: Carlos Mario Ramírez)‏ هو دراج كولومبي، ولد في 26 أكتوبر 1994 في مانيزاليس في كولومبيا.

## وصلات خارجية
- كارلوس راميريز على موقع الاتحاد الدولي للدراجات (الإنجليزية)
- كارلوس راميريز على موقع أرشيف الدراجات (الإنجليزية)
- كارلوس راميريز على موقع إحصائيات الدراجات الإحترافية (الإنجليزية)
- كارلوس راميريز على موقع نسبة الدراجات (الإنجليزية)